# Oligodynamie
Der Begriff der Oligodynamie geht auf den Schweizer Botaniker Carl Wilhelm von Nägeli zurück und beschreibt eine schädigende Wirkung von Metall-Kationen (positiv elektrisch geladene Metallionen) auf lebende Zellen.

## Wirkungsweise
Die Ionen einiger Metalle zeigen eine (mitunter nur schwache) schädigende Wirkung auf unterschiedliche Krankheitserreger, zu denen Bakterien, Viren und Pilze zu zählen sind. Die Metalle, bei denen dieser Effekt bisher beobachtet werden konnte, sind, in absteigender Reihe nach Wirkung sortiert:
Quecksilber – Silber – Kupfer und seine Legierungen Messing u. Bronze – Zinn – Eisen – Blei – Bismut.
Auch Gold und Osmium zeigen diesen Effekt. Bei den Bakterien sind die grampositiven Bakterien möglicherweise etwas empfindlicher als die gramnegativen Bakterien. Der genaue Wirkmechanismus ist noch nicht völlig geklärt, es wurde eine Störung des bakteriellen Stoffwechsels festgestellt, es handelte sich um Reaktionen mit Cytochromen sowie Komplexbildungen mit DNA und RNA.
Weiterhin ist bekannt, dass Silberionen die Permeabilität von Zellmembranen beeinflussen können, dass sie an Schwefelbrücken von Proteinen binden können und dort eine störende Wirkung auf Enzyme hervorrufen (Silber kann mit Thiolgruppen von Enzymen Sulfide bilden sowie mit Amino- und Carboxygruppen von Enzymen reagieren und diese dadurch inaktivieren.) Die Laktatdehydrogenase und Glutathionperoxidase werden so beispielsweise in ihrer Aktivität gehemmt (Shinogi, 1993). Die Mehrheit der Berichte über die In-vitro-Wirkung von Silber nach ausreichender Einwirkzeit im Stundenbereich gegen Mikroorganismen sind positiv, also als wirksam zu sehen. Es wird auch eine geringe antivirale Wirkung von Metallionen auf Viren beschrieben, die auch durch Erhöhung der Ionenkonzentration kaum zu steigern ist.
Kritische Stimmen betonen aber auch, dass die biozide Wirkung von Silber (speziell als kolloidales Silber) nicht immer zuverlässig ist. So versagte Silber in kolloidaler Form völlig in einer Studie bei verschiedenen Konzentrationen gegen verschiedene Mikroorganismen (P. van Hasselt, 2004). Hasselt wörtlich: „As the tested colloidal silver solutions did not show any antimicrobial effect in vitro on the microorganisms, claims of colloidal silver’s antimicrobial potency are misleading and there is no place for it as an antiseptic.“ („Weil die untersuchten kolloidalen Silberlösungen in vitro keine(rlei) antimikrobielle Wirkung gegen Mikroorganismen zeigten, sind Behauptungen, dass kolloidales Silber antimikrobielle Fähigkeiten hat, irreführend und deshalb gibt es keinen Platz dafür als Antiseptikum.“)
Es gibt ebenfalls Berichte über eine schädigende Wirkung auf Algen und Pflanzenzellen. Ein typisches Merkmal der Oligodynamie ist die relativ lange Einwirkzeit (im Stundenbereich), die benötigt wird, um die volle antimikrobielle Wirkung zu erzielen.
Silberempfindliche Bakterien können mit der Zeit resistent, also unempfindlich gegen Silberionen werden. Die höchsten Silberkonzentrationen, die silberresistente Mikroorganismen tolerierten, lagen bei 10 g/l und dies entspricht in etwa dem 500-fachen Wert für silberempfindliche Keime.

## Anwendung
Der oligodynamische Effekt wird bei einigen Desinfektionsmitteln ausgenutzt, meist in Kombination mit Chlorverbindungen oder Wasserstoffperoxid. Auch bei der Haltbarmachung von Trinkwasser in mobilen Wassertanks (auf Schiffen, Flugzeugen, Camping) finden sich Anwendungen der Oligodynamie. In der Medizin werden auch Katheter, Pflaster und Textilien so ausgerüstet, dass sie Silberionen abgeben können. Silberhaltige Mittel werden bei der Wundbehandlung (hauptsächlich Brandwunden) eingesetzt, zum Beispiel Silbersulfadiazin. Die geringe Kariesinzidenz im Randbereich von Goldgussfüllungen (Inlays) wird ebenfalls auf die oligodynamische Wirkung von Zahngoldlegierungen zurückgeführt.
Türklinken in Krankenhäusern werden gelegentlich in Messing ausgeführt.
Auf Edelstahl oder Plastik aufgebrachtes Coronavirus SARS-CoV-2 war noch bis drei Tage aktiv, auf Kupfer dauerte es nur 4 Stunden bevor das Virus inaktiv wurde.
Auch auf Influenzaviren wirkt Kupfer: nach sechs Stunden haben im Gegensatz zu Edelstahl nur noch eine minimale Anzahl Viren überlebt.